# Kościół Podwyższenia Krzyża Świętego w Neplach
Kościół Podwyższenia Krzyża Świętego w Neplach – rzymskokatolicki kościół parafialny w Neplach, dawna cerkiew, początkowo unicka, następnie prawosławna.
Świątynia została wzniesiona w 1769 jako cerkiew unicka. Początkowo nosiła wezwanie Św. Ducha. Reprezentuje styl eklektyczny. Obiekt ufundowali Franciszek Ursyn Niemczewicz i jego żona Anna. Fundatorzy i ich syn zostali następnie pochowani w podziemiach budynku. W 1873, na dwa lata przed oficjalną likwidacją unickiej diecezji chełmskiej, władze carskie odebrały budynek unitom i przekazały parafii prawosławnej. Świątynia była cerkwią tego wyznania do 1919, gdy została zrewindykowana na rzecz Kościoła rzymskokatolickiego i powtórnie poświęcona w obrządku łacińskim przez ks. Leona Kalinowskiego, proboszcza parafii w Malowej Górze.